# Hirśke
Hirśke (ukr. Гірське) – miasto na Ukrainie w obwodzie ługańskim.
W mieście znajduje się stacja kolejowa. Posiada status miasta od 1938 roku.

## Demografia
- 1989 – 13 559[2][4]
- 2013 – 10 131[5]
- 2019 – 9 550[6]
- 2021 – 9 274[1]